# رد جان
رِد جان، شخصیت خیالی و ضدقهرمانِ داستانِ منتالیست و یک آدم‌کُشِ زنجیره‌ای است. در بخش‌های آغازینِ داستان، روایت می‌شود که رد جان، همسر و دخترِ پتریک جِین را برای ادب کردن و زجر دادنِ وی کشته است و جِین به همین دلیل بدنبالِ یافتنِ وی است. تی وی گاید، در سالِ ۲۰۱۳ وی را در فهرستِ تبه کارترین شخصیتها در همهٔ زمانها قرار داد.